# BYPOL
L'Association des forces de sécurité de Biélorussie (biélorusse : Аб'яднанне сілавікоў Беларусі), également connue sous le nom de BYPOL, est une organisation biélorusse créée par d'anciens employés des forces de l'ordre pour défier les autorités biélorusses. L'association dispose de chaînes sur YouTube et Telegram, sur lesquelles elle publie diverses vidéos liées aux forces de sécurité, et divulge également les données personnelles des forces de l'ordre[réf. nécessaire].
L'initiative s'oppose au Président Alexandre Loukachenko et ne reconnaît pas non plus sa légitimité. D'anciens responsables de la sécurité considèrent Svetlana Tikhanovskaïa comme la présidente.
L'organisation revendique l'attaque de février 2023 contre un avion russe sur la base aérienne de Matchoulichtchi.